# Ludwig von Jolly
Ludwig Friedrich von Jolly (* 12. März 1843 in Heidelberg; † 30. Juli 1905 in Tübingen) war ein deutscher Jurist und Hochschullehrer.

## Leben und Wirken
Ludwig von Jolly, ein Sohn des Physikers und Mathematikers Philipp von Jolly, besuchte von 1852 bis 1861 die Gymnasien in Heidelberg und München und legte 1861 in München die Reifeprüfung ab. Im Wintersemester 1861/62 studierte er Philosophie an der Universität München und wechselte dann zunächst an die Universität Heidelberg, wo er von 1862 bis 1863 Rechts- und Staatswissenschaften studierte. Im Sommersemester 1863 ging er wieder an die Universität München und bestand dort 1865 das erste juristische Staatsexamen. Von 1868 bis 1869 studierte er zusätzlich Nationalökonomie und promovierte 1869 in München zum Dr. iur. Seine Ausbildung als Rechtsreferendar in München, Würzburg, Nürnberg und Bamberg erfolgte von 1865 bis 1868, das zweite juristische Staatsexamen legte er 1868 in München ab. Anschließend war Jolly im bayerischen Staatsdienst tätig. Im Jahre 1874 wurde er zum ordentlichen Professor für Verwaltungslehre, Verwaltungs- und Staatsrecht an der Eberhard Karls Universität Tübingen und Nachfolger von Carl Heinrich Ludwig Hoffmann ernannt. Im Jahre 1887 wurde ihm vom württembergischen König der Personaladel verliehen.
Im Amtsjahr 1890/91 war er Rektor der Universität Tübingen.
Zu seinen Geschwistern gehörte der Psychiater Friedrich Jolly und der Indologe Julius Jolly. Ein Onkel von ihm war der Politiker Julius Jolly, dessen Lebensbild er mitverfasste.

## Veröffentlichungen (Auswahl)
- Die Ausbildung der Verwaltungsbeamten. Akademische Antrittsrede. In: Zeitschrift für die gesamte Staatswissenschaft, Bd. 31 (1875), S. 420–436.
- Die Verwaltungsgerichte. In: Zeitschrift für die gesamte Staatswissenschaft, Bd. 34 (1878), S. 575–606.
- Die neueren Reformen der englischen Universitäten. In: Preußische Jahrbücher, Bd. 43 (1879), S. 357–374.
- Die französische Volksschule unter der dritten Republik. Laupp, Tübingen 1884 (2. Aufl. 1891) (online).
- Die Vorbildung für den höheren Verwaltungsdienst im Königreiche Württemberg. In: Die Vorbildung zum höheren Verwaltungsdienste in den deutschen Staaten, Österreich und Frankreich. Berichte und Gutachten (= Schriften des Vereins für Socialpolitik, Bd. 34). Duncker & Humblot, Leipzig 1887, S. 115–128.
- Die neueste Geschichte der Universität Tübingen. Laupp, Tübingen 1891.
- Das württembergische Vereins- und Versammlungsrecht. In: Jahrbuch für Gesetzgebung, Verwaltung und Volkswirtschaft im Deutschen Reich, Bd. 20 (1896), S. 513–525.
- (mit Hermann Baumgarten): Staatsminister Jolly. Ein Lebensbild. Laupp, Tübingen 1897 (online).
- Zur Geschichte der Staatswissenschaftlichen Fakultät der Universität Tübingen. Hrsg. von Bernhard Rost. Kloeres, Tübingen 1909.